# Kapela Podravska
Kapela Podravska falu Horvátországban, Varasd megyében. Közigazgatásilag Bukócszentpéterhez tartozik.

## Fekvése
Varasdtól 27 km-re keletre, községközpontjától 2 km-re délnyugatra a Bednja bal partján fekszik.

## Története
1857-ben 406, 1910-ben 538 lakosa volt. 1920-ig Varasd vármegye Ludbregi járásához tartozott. 2001-ben a falunak 119 háza és 520 lakosa volt.

## Nevezetességei
Szentháromság-kápolna.

## Külső hivatkozások
- Veliki Bukovec története Archiválva 2011. július 21-i dátummal a Wayback Machine-ben
- Varasd megye kulturális emlékei[halott link]